# Ozzy Osbourne
John Michael Osbourne (Marston Green, Warwickshire, 3 de diciembre de 1948-Jordans, Buckinghamshire, 22 de julio de 2025), más conocido como Ozzy Osbourne, fue un cantante, músico y compositor inglés, reconocido por haber sido vocalista de la banda de heavy metal Black Sabbath y por su carrera como solista.
Participó en la grabación de nueve álbumes de estudio con Black Sabbath, de los cuales Paranoid, Master of Reality y Sabbath Bloody Sabbath lograron ventas millonarias y son considerados por la crítica especializada como pioneros y referentes del heavy metal.
En su carrera en solitario publicó álbumes con notable posicionamiento en las listas de éxitos y elogiados por la crítica como Blizzard of Ozz, Diary of a Madman, The Ultimate Sin y No More Tears.
Durante su trayectoria impulsó, además, la carrera de jóvenes músicos como los guitarristas Randy Rhoads, Jake E. Lee y Zakk Wylde.
Conocido como el «padrino» del heavy metal y el «príncipe de las tinieblas», Osbourne aparece en la octava posición de la lista de los mejores vocalistas del metal según la revista Hit Parader.
Ha sido certificado por la Asociación de Industria Discográfica de Estados Unidos (RIAA) como multiplatino por las ventas de varios de sus álbumes en solitario. Las ventas totales de sus discos como solista, sumadas a sus producciones con Black Sabbath, alcanzaron las 100 millones de copias.
Como miembro de Black Sabbath fue presentado en el Salón de la Fama del Rock and Roll, al igual que en el Salón de la Fama del Reino Unido, como solista y como miembro de la agrupación. También posee una estrella en la calle de las Estrellas de Birmingham y en el paseo de la fama de Hollywood. En los premios MTV Europe Music Awards de 2014, Osbourne recibió el galardón de Icono Global. Con el cambio de siglo, además, adquirió una gran repercusión mediática, especialmente por su aparición en el programa de telerrealidad The Osbournes, emitido por la cadena MTV y basado en el día a día de su familia. En 2023, aparece en el puesto número 112 de la lista "Los 200 mejores cantantes de todos los tiempos" de la revista Rolling Stone.

## Biografía

### Primeros años
Según su certificado de nacimiento, Osbourne nació en la antigua maternidad de Marston Green, aunque se crio en el distrito de Aston, Birmingham, Inglaterra. Su padre, John Thomas "Jack" Osbourne (1915–1977), trabajaba realizando jornadas nocturnas en la compañía General Electric. Su madre, Lillian, trabajaba por días en una fábrica. Tenía tres hermanas llamadas Jean, Iris y Gillian, y dos hermanos menores llamados Paul y Tony. La familia vivía en una pequeña casa de dos habitaciones. A Osbourne lo apodaron "Ozzy" desde sus años en la escuela primaria, época en la que padecía de dislexia.
Después de escuchar su primer sencillo a los 14 años, se convirtió en un gran fan de la banda británica The Beatles. Asegura que la canción «She Loves You» lo inspiró a convertirse en músico. Abandonó la escuela a los quince años y obtuvo varios empleos como asistente de fontanería, fabricante de herramientas y empleado de un matadero. Intentó abrirse camino en la delincuencia, robando un televisor, prendas para bebé y algunas camisetas y tuvo que pasar seis semanas en la prisión Winson Green de Birmingham al ser incapaz de pagar una fianza tras ser acusado de robo. Para enseñar una lección a su hijo, su padre se rehusó a pagar dicha fianza. El propio Ozzy afirma en sus memorias: «Mi padre siempre pensó que yo haría algo grande: «Tengo una corazonada, John Osbourne», me decía después de unas cuantas cervezas. «O acabas haciendo algo muy especial o acabas en la cárcel. Y tenía razón: antes de cumplir los dieciocho ya estaba en la cárcel».

### Black Sabbath
A finales de 1967, el músico Geezer Butler formó su primera banda, Rare Breed, e invitó a Osbourne para que fuera su cantante. Según contó el propio Butler en su autobiografía publicada en 2023, su primera reunión con Ozzy Osbourne fue absolutamente surrealista, ya que este se presentó en su casa con la cabeza rapada, descalzo y arrastrando un zapato atado a un cordel como si fuera una mascota. El grupo se separó tras hacer dos presentaciones y Osbourne y Butler se unieron a la agrupación Polka Tulk Blues, junto con el guitarrista Tony Iommi y el baterista Bill Ward. Cambiaron su nombre a Earth, pero tuvieron inconvenientes con otra agrupación de igual nombre. Finalmente empezaron a usar el nombre de Black Sabbath en agosto de 1969, basados en la película del mismo nombre (siendo en cualquier caso muy conocido el debate sobre la supuesta influencia estética de Coven, que los británicos siempre negaron).
Intrigados por la extraña fascinación del público hacia las películas de terror, decidieron hacer música pesada con letras oscuras y perturbadoras. A pesar de no contar con un alto presupuesto, la banda grabó su primer álbum y logró un éxito inesperado apoyado por los riffs de guitarra de Iommi, las oscuras letras de Geezer Butler, el trabajo de Ward en la batería y la misteriosa voz de Osbourne.
El álbum Black Sabbath, publicado el 13 de febrero de 1970, no logró impresionar a la crítica inicialmente pero representó un éxito comercial para la agrupación. Paranoid, publicado seis meses después del disco debut, afianzó la popularidad de la banda y logró millonarias ventas. Osbourne conoció en esa época a la que sería su segunda esposa, Sharon Arden, hija del mánager de la agrupación, Don Arden. Ozzy admite que se interesó en ella desde el primer momento, aunque creía que «probablemente ella pensaba que él era un lunático». Cinco meses después del lanzamiento de Paranoid la banda publicó Master of Reality, trabajo que alcanzó el Top 10 en el Reino Unido y en los Estados Unidos, logrando el certificado de disco de oro en menos de dos meses.

En 1971, Osbourne conoció a su primera esposa, Thelma Malfayr, en la ciudad de Birmingham. Se casaron en 1971 y tuvieron dos hijos, Jessica y Louis. Osbourne se refirió luego a su primer matrimonio como un «terrible error», pues su fuerte abuso del alcohol y las drogas, sumado a sus frecuentes ausencias debido a las giras con Black Sabbath, hicieron mella en su vida familiar. En el documental de 2011 God Bless Ozzy Osbourne, producido por su hijo Jack, el músico admitió que no recordaba dónde habían nacido Louis y Jessica. Volume 4 fue publicado en septiembre de 1972, convirtiéndose en el cuarto álbum de Black Sabbath en vender un millón de copias en los Estados Unidos.

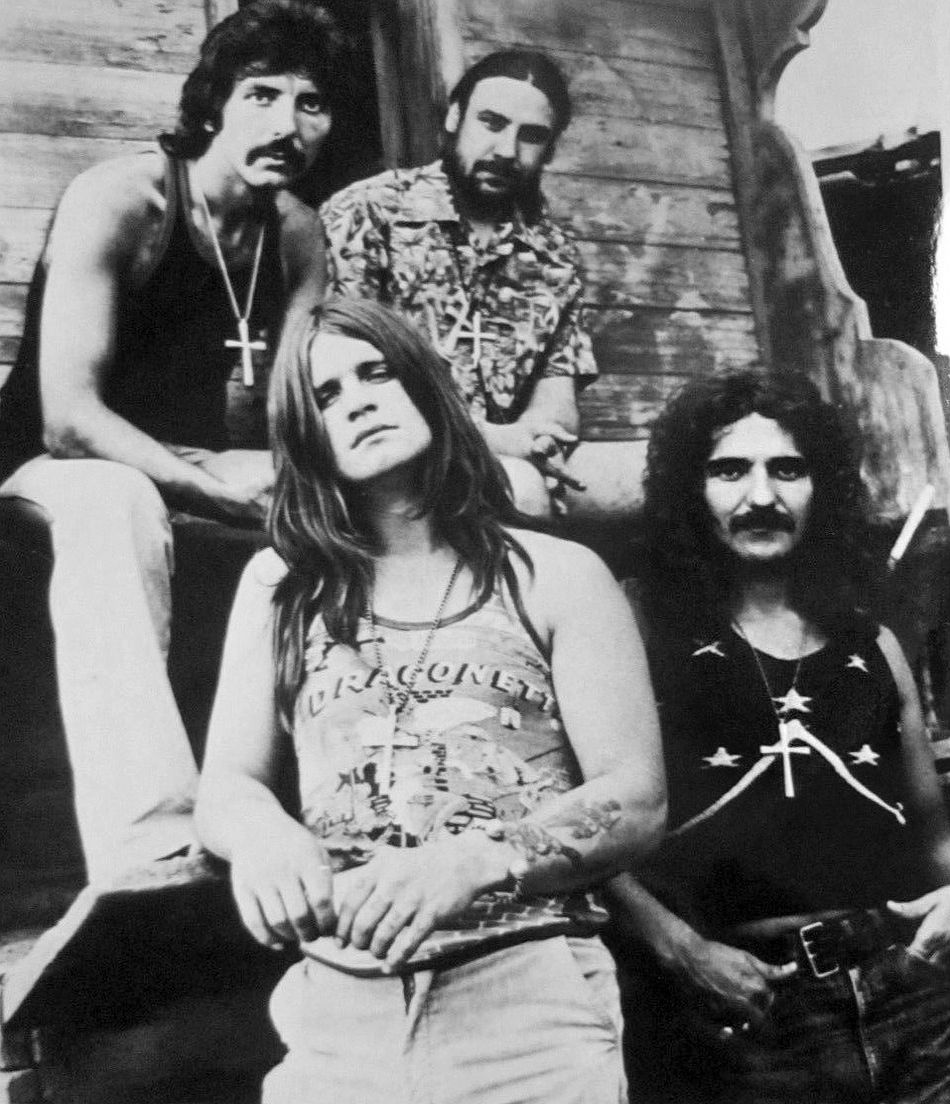
Osbourne (abajo a la izquierda) con Black Sabbath en 1972.

En noviembre de 1973 Black Sabbath publicó el álbum Sabbath Bloody Sabbath. Por primera vez, el grupo recibió buenos comentarios por parte de la crítica especializada, que se había encargado de dar calificaciones negativas a sus producciones previas. Gordon Fletcher de Rolling Stone se refirió al álbum como «un éxito total», y Eduardo Rivadavia de Allmusic lo ha catalogado como una «obra de arte, esencial en cualquier colección de heavy metal». Sabotage fue publicado en julio de 1975, logrando nuevamente elogios de la crítica. Technical Ecstasy, publicado el 25 de septiembre de 1976, no obtuvo la repercusión esperada y mostró a una banda que empezaba a dar señales de cansancio y disputas internas.

#### Salida
En 1977, Osbourne abandonó Black Sabbath debido a su continuado abuso de las drogas y la muerte de su padre, para luego centrarse en un proyecto titulado Blizzard of Ozz, nombre sugerido por su padre. Tres músicos de la banda Necromandus trabajaron con Ozzy en el estudio grabando material nuevo. Sin embargo, Osbourne decidió regresar a Black Sabbath luego de que el cantante Dave Walker lo reemplazara durante ese breve periodo de tiempo. La banda pasó cinco meses en el estudio Sounds Interchange en Toronto, Canadá, escribiendo y grabando lo que sería el álbum Never Say Die!. «Nos llevó demasiado tiempo», comentó Iommi. «Estábamos demasiado drogados, íbamos a los estudios y teníamos que parar. Nadie hacía nada bien, todos tocábamos algo completamente distinto. Teníamos que irnos a dormir y volver a intentarlo al día siguiente». La gira soporte de Never Say Die! inició en mayo de 1978 con la banda Van Halen como telonera. Los críticos tildaron las actuaciones de Black Sabbath como «cansadas y sin inspiración», en contraste con la energía y carisma de los jóvenes californianos, los cuales se embarcaban en una gira mundial por primera vez en su carrera. La agrupación grabó una presentación en el Hammersmith Odeon en junio de 1978, la cual sería publicada años después en formato VHS y DVD con el nombre Never Say Die. El último concierto de la gira, realizado el 11 de diciembre en Albuquerque, Nuevo México, marcó la última presentación de Osbourne con la banda hasta su reunión años después. De nuevo en el estudio, en 1979 volvieron a hacerse presentes las tensiones entre los músicos. Tras la insistencia de Iommi y con el respaldo de Butler y Ward, Osbourne fue despedido el 27 de abril de 1979 porque, al parecer, su adicción a las sustancias era mucho más fuerte que las de sus compañeros. Iommi y Osbourne habían tenido conflictos antes de ser compañeros de banda.
En respuesta a un volante de 1969 en el que Ozzy ofrecía sus servicios como cantante, Iommi y Ward fueron a su casa para hablar con él. Cuando Iommi vio a Osbourne lo reconoció de sus días de escuela, recordando que en esa época no le guardaba simpatía. Iommi reconoce haberlo golpeado muchas veces cuando su abuso del alcohol lo hacía insoportable. El guitarrista mencionó un incidente a comienzos de los años 70 en el que Osbourne y Geezer Butler se encontraban peleando en una habitación de hotel. Iommi empujó a Osbourne en un intento de parar la pelea y el cantante procedió a arrojar una mesa sobre él. Iommi respondió golpeándolo y dejándolo inconsciente de un puñetazo en la mandíbula.

### Carrera en solitario

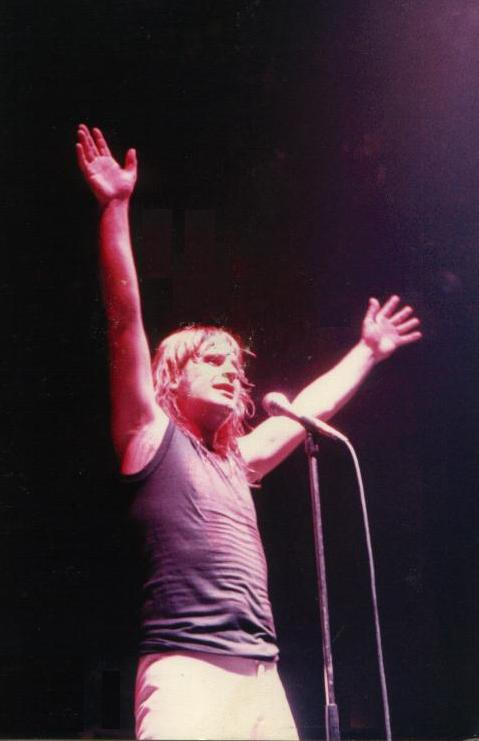
Ozzy Osbourne en Cardiff en 1981.

Ozzy fue reemplazado por el cantante Ronnie James Dio, de participación reciente en la banda Rainbow. Más tarde tuvo que afrontar el divorcio de su primera esposa Thelma y se vio envuelto en una profunda depresión, que lo llevó a permanecer días enteros solo en un cuarto de hotel. Sharon Arden, hija de Don Arden, lo convenció para que continuara con su carrera musical. Osbourne firmó un contrato con Jet Records, propiedad de Don Arden, el cual envió a su hija Sharon a Los Ángeles para que estuviera pendiente de las necesidades de Ozzy, como una forma de proteger su inversión. Inicialmente, Arden deseaba que Osbourne retornara a Black Sabbath, pero al darse cuenta de que el proyecto con Ronnie James Dio empezaba a encaminarse, trató de persuadir a Ozzy de crear una banda llamada "Son of Sabbath", algo que a Osbourne no le llamó la atención. Sharon luego trató de convencerlo de formar un supergrupo junto al guitarrista Gary Moore. A finales de 1979, Osbourne retomó el proyecto Blizzard of Ozz que había iniciado luego de su primera salida de Black Sabbath. La alineación consistía en el baterista Lee Kerslake (de Uriah Heep), el bajista y compositor Bob Daisley (de Rainbow y Uriah Heep), el teclista Don Airey (de Rainbow y Deep Purple años después) y el joven guitarrista Randy Rhoads (de Quiet Riot).
La compañía finalmente nombró al álbum Blizzard of Ozz y lo publicó bajo el nombre de Ozzy Osbourne. Blizzard of Ozz es uno de los pocos álbumes entre los cien más vendidos en la década de 1980 que logró la certificación de multiplatino sin el beneficio de haber ubicado un sencillo en el Top 40.
El álbum contenía canciones que se convertirían en clásicos y referentes en la carrera de Osbourne, como «Crazy Train», «Goodbye to Romance», «Suicide Solution» y «Mr. Crowley», esta última basada en la vida del famoso ocultista Aleister Crowley. Ese año la agrupación se embarcó en una gira denominada Blizzard of Ozz Tour que los llevó a tocar en Europa y Norteamérica. El 7 de noviembre de 1981 publicaron Diary of a Madman. Este álbum es reconocido por los sencillos «Over the Mountain» y «Flying High Again». Osbourne explicó en sus memorias que Diary es su álbum favorito.
Tommy Aldridge y Rudy Sarzo reemplazaron a Kerslake y a Daisley en la agrupación. Aldridge había sido la primera opción de Ozzy como baterista, pero un compromiso con Gary Moore no hizo posible su entrada a la agrupación en primera instancia. Sarzo había tocado con la banda Quiet Riot con el guitarrista Rhoads, quien lo recomendó para suplir a Daisley. Por su trabajo en los dos primeros discos de la banda, Randy Rhoads fue ubicado en la posición 85 entre la lista de los mejores guitarristas de la historia publicada por la revista Rolling Stone en el año 2003.

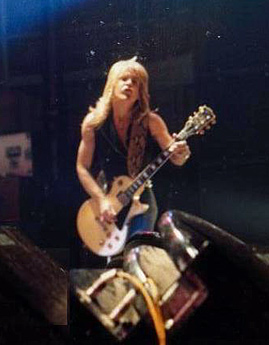
Randy Rhoads en 1980.

El 19 de marzo de 1982, la banda se encontraba en un área de descanso dotada con un aeródromo en Florida, en la gira Diary of a Madman Tour, a una semana de tocar en el Madison Square Garden de Nueva York. El conductor del autobús, Andrew Aycock, que tenía una licencia de avionetas caducada, llevó a Randy Rhoads y a la maquilladora Rachel Youngblood a dar un paseo en una avioneta. Sobrevolaron varias veces el autobús de la banda, hasta que una de las alas de la aeronave lo golpeó, causando una desviación que llevó al aparato a impactar con el garaje de una mansión cercana, dando como resultado la muerte de Rhoads, Aycock y Youngblood.
El fallecimiento de Randy fue una pérdida terrible para Osbourne, que cayó en una profunda depresión. La gira tuvo que ser cancelada por espacio de dos semanas. Gary Moore fue el primer guitarrista invitado para reemplazar a Rhoads, pero el músico se negó al ofrecimiento. El guitarrista ex Gillan, Bernie Tormé, tomó las riendas de la guitarra una vez la gira fue reanudada. Sin embargo, Tormé no pudo soportar la presión de tener que aprender tan rápidamente las canciones y de aparecer frente a un público que aún no asimilaba la muerte de Randy. Su participación con la banda duró algo menos de un mes.
Durante una audición para guitarristas en el cuarto de un hotel, Ozzy descubrió a Brad Gillis y lo contrató de inmediato. La gira continuó, culminando en la rendición en directo de Speak of the Devil, grabado en The Ritz, en la ciudad de Nueva York. Años más tarde fue publicado un disco en vivo llamado Tribute, conteniendo material en vivo de la agrupación con Randy Rhoads.
A pesar de las dificultades, Osbourne se repuso a la pérdida de su amigo Randy. Speak of the Devil, publicado en el Reino Unido como Talk of the Devil, fue originalmente planeado para contener material en vivo grabado en 1981 con mayoría de canciones de Ozzy como solista. Al existir un contrato para la publicación de un álbum en vivo, finalmente terminó siendo un disco de versiones de Black Sabbath grabado con el guitarrista Brad Gillis, el bajista Rudy Sarzo y el baterista Tommy Aldridge. Osbourne comentó luego (en las líneas del álbum Tribute): «No me interesa en lo más mínimo ese álbum. Fue solo un montón de horribles versiones de Black Sabbath».
En 1983 fue contratado el guitarrista Jake E. Lee, el cual había trabajado en las bandas Ratt y Rough Cutt. La agrupación entró al estudio para grabar el álbum Bark at the Moon. Contando con las participaciones de Bob Daisley, Tommy Aldridge y Don Airey, el disco fue publicado el 10 de diciembre de 1983. El vídeo de la canción «Bark at the Moon» fue filmado parcialmente en el sanatorio mental Holloway, a las afueras de Londres. A las pocas semanas el disco fue certificado oro. A la fecha ha vendido tres millones de copias en los Estados Unidos. Entre 1983 y 1985 se llevó a cabo la gira Bark at the Moon Tour, que culminó con la presentación en el festival Rock in Rio en Brasil en enero de 1985, donde la banda compartió cartel con agrupaciones y artistas como Queen, AC/DC, James Taylor, George Benson, Rod Stewart, Yes y Iron Maiden.
En 1986 fue publicado el álbum The Ultimate Sin, esta vez con Phil Soussan en el bajo y el baterista Randy Castillo, respaldados por el teclista John Sinclair como músico de gira. En su momento, The Ultimate Sin fue el álbum de Osbourne que más alto logró escalar en las listas de éxitos. La RIAA le otorgó el estatus de platino el 14 de mayo de 1986, llegando a ser doble platino el 26 de octubre de 1994. El sencillo «Shot in the Dark» alcanzó el puesto número 68 en el Billboard Hot 100 de los Estados Unidos, mientras que en el Reino Unido se ubicó en el número 20 de las lista de éxitos. El 16 de agosto de 1986 llegó a encabezar el legendario festival Monsters of Rock, cerrando una multitudinaria jornada en Donington Park. Jake E. Lee abandonó la banda en 1987 luego de la gira The Ultimate Sin Tour y formó la agrupación Badlands con los músicos Ray Gillen, Eric Singer y Greg Chaisson. Osbourne conmemoró el quinto aniversario del fallecimiento de Randy Rhoads con el lanzamiento del álbum Tribute, que contenía material en vivo de 1981 y la canción Dee, una pieza acústica instrumental que Rhoads le dedicó a su madre, Dolores.

En 1988 Osbourne apareció en el documental The Decline of Western Civilization Part II: The Metal Years de la directora Penelope Spheeris. Mientras tanto, el guitarrista Zakk Wylde fue contratado para reemplazar a Lee. No Rest for the Wicked fue la siguiente producción discográfica, con Castillo en la batería, Sinclair en los teclados y Daisley como bajista y compositor. Para la gira en soporte del álbum, Osbourne se reunió con el bajista Geezer Butler, compañero suyo en Black Sabbath. Un EP en vivo (titulado Just Say Ozzy) con Geezer en el bajo fue publicado dos años después. Butler acompañó a Ozzy por las siguientes cuatro giras. En 1988, Osbourne cantó a dúo la canción «Close My Eyes Forever» con Lita Ford, exguitarrista de The Runaways. La canción alcanzó la posición n.º 8 en la lista Billboard Hot 100 en Estados Unidos. En 1989 la banda participó en el evento Moscow Music Peace Festival realizado en Rusia, compartiendo escenario con bandas importantes de la época como Scorpions, Bon Jovi, Skid Row, Gorky Park, Mötley Crüe y Cinderella.

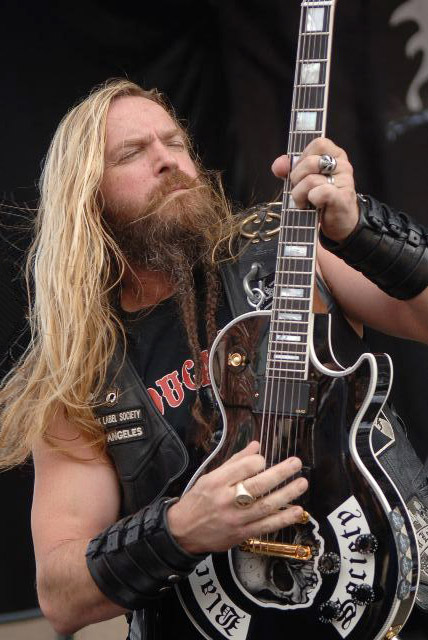
Zakk Wylde, guitarrista de Ozzy Osbourne entre 1988 y 2009.

En 1991 la banda publicó el álbum No More Tears, producción que logró amplia exposición en radio y televisión, aprovechando la entonces popular cadena centrada en la música MTV que presentó constantemente los videoclips de las canciones «No More Tears» y «Mama I'm Coming Home». El disco fue mezclado por Michael Wagener y producido por Duane Baron y John Purdell. Osbourne ganó un premio Grammy por la canción «I Don't Want to Change the World» contenida en el álbum en vivo Live & Loud, por mejor interpretación de metal en 1994. Wagener también mezcló el mencionado Live & Loud, publicado el 28 de junio de 1993. El álbum se ubicó en la posición n.º 10 en la lista Hot Mainstream Rock Tracks. Antes de la publicación del mismo, Ozzy anunció su retiro de la música, argumentando que las giras lo tenían exhausto. Incluso nombró a la gira No More Tours («No más giras»). El bajista Mike Inez (Alice in Chains) se encargó de tocar el bajo y Kevin Jones los teclados en la mencionada gira, pues Sinclair se encontraba dando conciertos con la banda británica The Cult. Aprovechando su interés inicial en retirarse de la música, Osbourne invitó a Black Sabbath para que tocaran en los últimos dos conciertos de la gira en Costa Mesa, California, dando paso a una pequeña reunión que terminaría de concretarse definitivamente años más tarde. Todo el catálogo de Osbourne fue remasterizado y relanzado en 1995.
En 1995 Osbourne regresó a los estudios de grabación y publicó Ozzmosis, regresando también a los escenarios, llamando a su nueva gira «Retirement Sucks Tour» («el retiro apesta»). Ozzmosis se ubicó en la cuarta posición de la lista Billboard 200 y fue certificado oro y platino ese mismo año, y doble platino en abril de 1999. Canciones como "Perry Mason", "Ghost Behind My Eyes", "Thunder Underground", "I Just Want You" y "See You on the Other Side" ayudaron al álbum a lograr dicha popularidad. La alineación en Ozzmosis consistía de Zakk Wylde, Geezer Butler, Steve Vai y Deen Castronovo. Los teclados fueron tocados por Rick Wakeman, popular por su participación con la banda de rock progresivo Yes. En la gira se mantuvieron en la banda Butler y Castronovo, pero se introdujo al guitarrista Joe Holmes. Wylde estaba considerando en ese momento una oferta para unirse a Guns N' Roses. Incapaz de esperar por una decisión del guitarrista, Osbourne tuvo que reemplazarlo. A comienzos de 1996, Butler y Castronovo abandonaron la formación. Mike Inez (Alice in Chains) y Randy Castillo (Lita Ford, Mötley Crüe) regresaron como sus reemplazos. Finalmente, Mike Bordin (Faith No More) y Robert Trujillo (Suicidal Tendencies, luego en Metallica) ingresaron a la banda como baterista y bajista respectivamente.
El año siguiente se publicó un álbum recopilatorio llamado The Ozzman Cometh, conteniendo las canciones más reconocidas de la carrera solista de Ozzy y algunos demos de su época en Black Sabbath, más una canción descartada de las sesiones de Ozzmosis llamada «Back on Earth». En 1998 se llevó a cabo una gira corta promocionando el recopilatorio llamada The Ozzman Cometh Tour en algunas ciudades de Japón y Oceanía.

### Ozzfest
En 1996 dio inicio el Ozzfest, festival creado por Sharon Osbourne en colaboración con su hijo Jack. La idea del evento era unificar en un solo festival a bandas clásicas con agrupaciones de formación reciente. En la primera edición de Ozzfest se reunieron las agrupaciones Slayer, Dánzig, Biohazard, Sepultura, Prong, Fear Factory, Earth Crisis, Powerman 5000 y Coal Chamber, entre otras. El acto principal del evento era, por supuesto, la banda de Ozzy Osbourne. El evento se llevó a cabo en Phoenix, Arizona el 25 de octubre de 1996 y en San Bernardino, California el día siguiente.

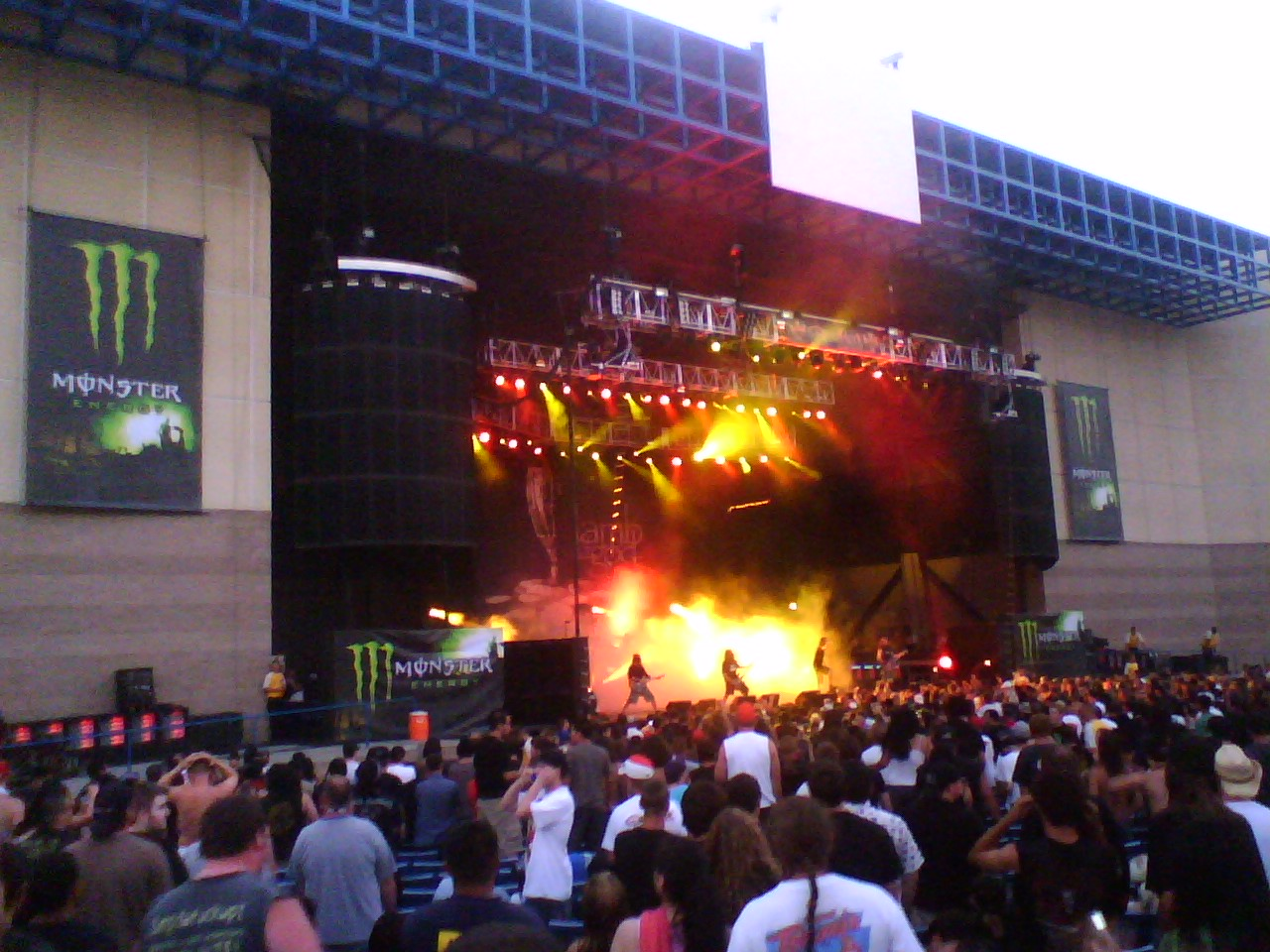
Escenario de Ozzfest en su edición 2007.

Ozzfest se convirtió en un éxito entre los fanáticos del heavy metal, colaborando con las bandas recién formadas para que pudieran lograr reconocimiento comercial. También sirvió como plataforma para una nueva reunión de Black Sabbath con el fin de brindar algunos conciertos. Desde sus comienzos, cerca de cinco millones de personas han asistido a Ozzfest, el cual ha generado cerca de 100 millones de dólares en ganancias.
En 2005, Osbourne y su esposa Sharon protagonizaron en el canal MTV un programa de telerrealidad llamado Battle for Ozzfest, donde agrupaciones aún sin ningún contrato firmado aspiraban a participar en la edición 2005 del festival y a ganar un contrato discográfico. El festival se realizó desde 1996 hasta 2008 de manera ininterrumpida. En 2009 no se llevó a cabo porque Osbourne se encontraba en la grabación de un nuevo álbum. En 2010 volvió a celebrarse, pero en 2011 y 2012 no se realizó por la grabación del álbum 13 de Black Sabbath y la correspondiente gira. En 2013 se realizó el festival en tierras japonesas con Black Sabbath como cabeza de cartel. En 2016 el festival se realizó nuevamente en San Bernardino, con un cartel que incluyó bandas como Megadeth, Suicidal Tendencies, Disturbed, Black Label Society, Opeth, Municipal Waste, Rival Sons y Black Sabbath,siendo organizado por última vez en 2018 debido a los constantes problemas de salud de Ozzy.

### 2000 en adelante
Down to Earth, primer álbum de estudio de Ozzy Osbourne luego de seis años, fue publicado el 16 de octubre de 2001, seguido del álbum en vivo Live at Budokan. Down to Earth se convirtió en disco de oro en 2001 y en disco de platino en 2003. La balada «Dreamer» se colocó en el décimo lugar de la lista Mainstream Rock Tracks de Billboard. En junio de 2002, Osbourne interpretó la canción «Paranoid» en el concierto Party at the Palace en el Palacio de Buckingham, conmemorando el Jubileo de Oro de la reina Isabel II. Entre 2001 y 2002 se realizó una gira mundial en soporte del nuevo álbum denominada Down to Earth Tour. El 8 de diciembre de 2003, Osbourne fue ingresado al hospital Wexham Park en Slough, Inglaterra, luego de sufrir un accidente en cuatrimoto en su finca en Jordans, Buckinghamshire. Según el informe médico, Osbourne tenía la clavícula izquierda y ocho costillas fracturadas en el lado izquierdo y una pequeña fractura en una de las vértebras en su cuello. Mientras se encontraba en el hospital, Osbourne logró su primer número uno en la lista UK Singles Chart con una versión de la canción «Changes» que cantó a dúo con su hija Kelly. A pesar del accidente, Osbourne pudo recuperarse y encabezar el festival Ozzfest en su versión 2004.

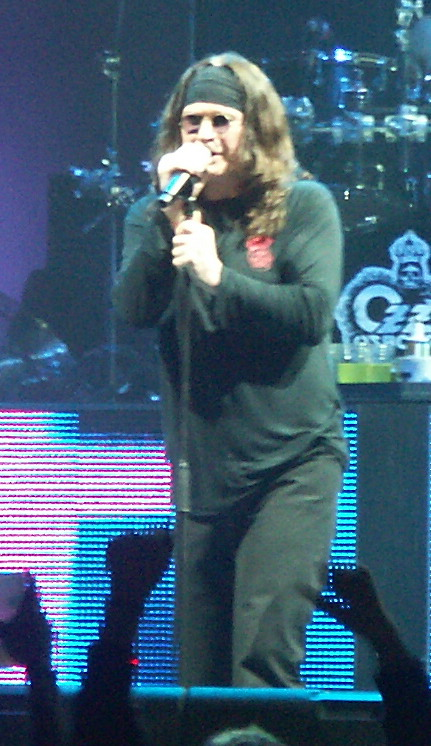
Ozzy Osbourne en concierto en Fargo, Estados Unidos, 2007.

En 2005 publicó una caja recopilatoria llamada Prince of Darkness. El primer y segundo disco contienen sencillos, canciones en vivo, demos y lados B, mientras que el tercer disco contiene colaboraciones de Ozzy con otros artistas y el cuarto contiene versiones de otras bandas que fueron de gran influencia en la carrera musical de Osbourne como The Beatles, John Lennon, David Bowie, Mountain y Cream.
En octubre de 2006 se anunció que Tony Iommi, Ronnie James Dio, Vinny Appice y Geezer Butler iniciarían una gira juntos nuevamente, pero no como Black Sabbath, sino como Heaven and Hell (título del primer álbum de Black Sabbath con Dio como cantante). En su página oficial Osbourne le deseó buena suerte al proyecto, dejando claro que solo existía un verdadero Black Sabbath. El guitarrista Zakk Wylde se expresó de igual forma en una entrevista con la página de música SongFacts. Mientras tanto Ozzy se encontraba en el estudio para grabar el álbum Black Rain, el cual se publicó el 22 de mayo de 2007. «Pensé que jamás escribiría música sin algún tipo de estímulo... Pero, ¿sabes algo? En vez de agarrar la botella fui honesto y dije: "no quiero que mi vida se caiga a pedazos"», declaró Ozzy en una entrevista para la revista Billboard. Osbourne reveló en julio de 2009 que se encontraba buscando a un nuevo guitarrista, asegurando que su relación con Zakk Wylde seguía siendo buena, pero que sentía que su banda estaba empezando a sonar muy similar al estilo de Black Label Society (banda liderada por Wylde) y que estaba necesitando un cambio de sonido.
En agosto de 2009, Osbourne presentó en la convención BlizzCon al guitarrista griego Gus G como sustituto de Wylde. Ese mismo año prestó su voz y su imagen para crear el personaje "Guardian of Metal" en el videojuego Brütal Legend. En noviembre, el guitarrista Slash (Guns N' Roses, Velvet Revolver) invitó a Ozzy a cantar en su sencillo «Crucify the Dead». Finalmente la canción fue puesta en línea en el sitio Amazon el 23 de marzo de 2010, pocos días antes de la salida al mercado del álbum Slash. También en noviembre de 2009, Osbourne y su esposa fueron los presentadores invitados del programa de lucha libre profesional WWE Raw. En diciembre, Osbourne anunció que publicaría un nuevo álbum de estudio titulado Soul Sucka con el mencionado Gus G en la guitarra, Tommy Clufetos en la batería y Blasko en el bajo. El 29 de marzo de 2010 se anunció vía internet que el nombre del disco sería definitivamente Scream. Sin embargo, una de las canciones del álbum efectivamente se llama "Soul Sucker".

### Años 2010

#### Scream, reunión con Black Sabbath y Ozzy and Friends
El 13 de abril de 2010 Osbourne anunció en su página web oficial que la fecha de lanzamiento de Scream sería el 15 de junio de ese año. Esta fecha fue pospuesta finalmente para el 22 de junio. El sencillo «Let Me Hear You Scream» debutó el 14 de abril de 2010 en un episodio de la serie de televisión CSI: NY. La canción se posicionó en la ubicación n.º 7 de las listas de Billboard.

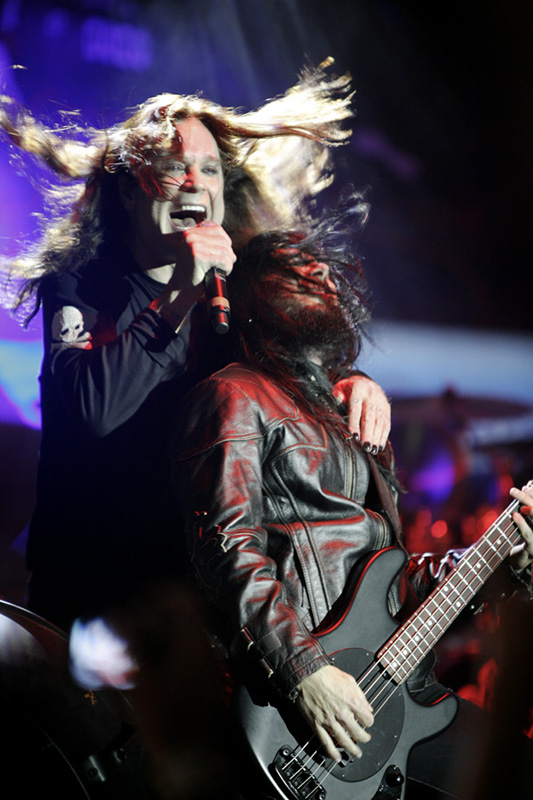
Osbourne y Blasko en vivo en 2013.

El 9 de agosto de 2010, Osbourne anunció el nombre del segundo sencillo del álbum: «Life Won't Wait». También mencionó que el videoclip sería dirigido por su hijo Jack. Después del lanzamiento de Scream, Osbourne inició una gira mundial de 18 meses para promocionar su nuevo álbum, llevándolo a presentarse por primera vez en países como Ecuador, Perú, Panamá y Colombia. Luego de realizar su tour Ozzy And Friends del 2012, Osbourne se dedicó a la grabación del nuevo álbum de Black Sabbath, 13, el cual fue lanzado en 2013 y acompañado de una gira mundial a lo largo de 2013 y 2014.
En octubre de 2014, Osbourne publicó Memoirs of a Madman, un álbum recopilatorio que recoge los mayores éxitos de su carrera en solitario. La versión en CD contiene 17 populares sencillos como «Crazy Train», «Mr. Crowley», «No More Tears» y «Mama, I'm Coming Home». La versión en DVD contiene los videoclips, presentaciones en directo y entrevistas.
A finales del año 2015, Black Sabbath anunció su tour de despedida, llamado The End. Se llevó a cabo entre 2016 y 2017, con su fecha final llevándose a cabo en Birmingham, la ciudad de origen de la banda. Ese mismo año se lanzó un álbum en vivo final de la banda, titulado The End Live, recogiendo dicha actuación final.
En abril de 2017 se anunció que Osbourne y Zakk Wylde tocarían juntos en una gira conmemorativa de los 30 años desde que Wylde ingresó a la banda. El primer concierto fue llevado a cabo en Oshkosh, Wisconsin, el 14 de julio de ese año. Osbourne comenzó a trabajar en un nuevo álbum como solista.

#### No More Tours II y Ordinary Man
El 6 de noviembre de 2017, Ozzy fue anunciado como cabeza de cartel el domingo en el Download Festival de su edición de 2018. Tras encabezar el festival como cantante y miembro de Black Sabbath, esta fue la primera vez que el músico formó parte del cartel principal en el Download como solista. También se anunció que la participación en dicho festival sería parte de la gira final en la carrera de Osbourne.
El 6 de septiembre de 2019, Osbourne participó en la canción «Take What You Want» de Post Malone, la cual se posicionó en la octava posición de la lista de éxitos Billboard Hot 100, convirtiéndose en el primer Top 10 del cantante británico en las listas estadounidenses después de su colaboración con Lita Ford en la canción «Close My Eyes Forever» de 1989.
El 8 de noviembre del mismo año fue publicado el sencillo «Under the Graveyard», una nueva canción después de casi diez años que, según Epic Records, formaría parte del próximo álbum de estudio de Osbourne, Ordinary Man, cuya salida a la venta se preveía a principios del año 2020. Según el veterano cantante, «este es quizás el disco más importante que he hecho en mucho tiempo, posiblemente desde No More Tears». Este nuevo trabajo, grabado en Los Ángeles, contaba con la participación de Andrew Watt en la guitarra, Duff McKagan (Guns N' Roses) en el bajo y Chad Smith (Red Hot Chili Peppers) en la batería. La nueva canción era una balada con riffs pesados de guitarra que rememoraban la oscuridad de su antigua banda Black Sabbath. Por otra parte, también se comunicó que la parte europea de la gira No More Tours II se posponía hasta la primera mitad de 2021, incluida su fecha prevista en Madrid el 13 de marzo de 2020, por problemas de salud del cantante. El 22 de noviembre de 2019 fue publicado un nuevo sencillo del artista, "Straight to Hell", en el que contó con la colaboración del guitarrista de Guns N' Roses, Slash.

### Años 2020

#### Patient Number 9 y el retiro de los escenarios
El 10 de enero de 2020 fue publicado un nuevo sencillo, esta vez con la colaboración de Elton John, titulado «Ordinary Man» y compartiendo el mismo título con el nuevo álbum de Osbourne, publicado el 21 de febrero de 2020. Ordinary Man fue en general bien recibido por la crítica especializada, ubicándose en su primera semana de lanzamiento en la décima posición de la lista de éxitos japonesa de Oricon. Días después del lanzamiento del disco, Osbourne afirmó en una entrevista con IHeartRadio que su deseo era realizar un nuevo álbum con Andrew Watt, principal productor de Ordinary Man.
En julio de 2020, Sharon Osbourne confirmó que su esposo se encontraba trabajando en un nuevo álbum de estudio: «Empezó su segundo álbum con Andrew Watt en este momento. No puedes detenerlo, lo está haciendo». El próximo álbum de estudio de Ozzy Osbourne contaría con un elenco estelar de músicos de respaldo, incluidos miembros de Foo Fighters, Red Hot Chili Peppers y Metallica. El productor y guitarrista Andrew Watt dijo que el grupo estaba "a la mitad" de la grabación del seguimiento de 'Ordinary Man de 2020. En febrero de 2023, anunció la cancelación de forma definitiva de sus giras debido a una lesión en la columna.

### Reunión de Black Sabbath

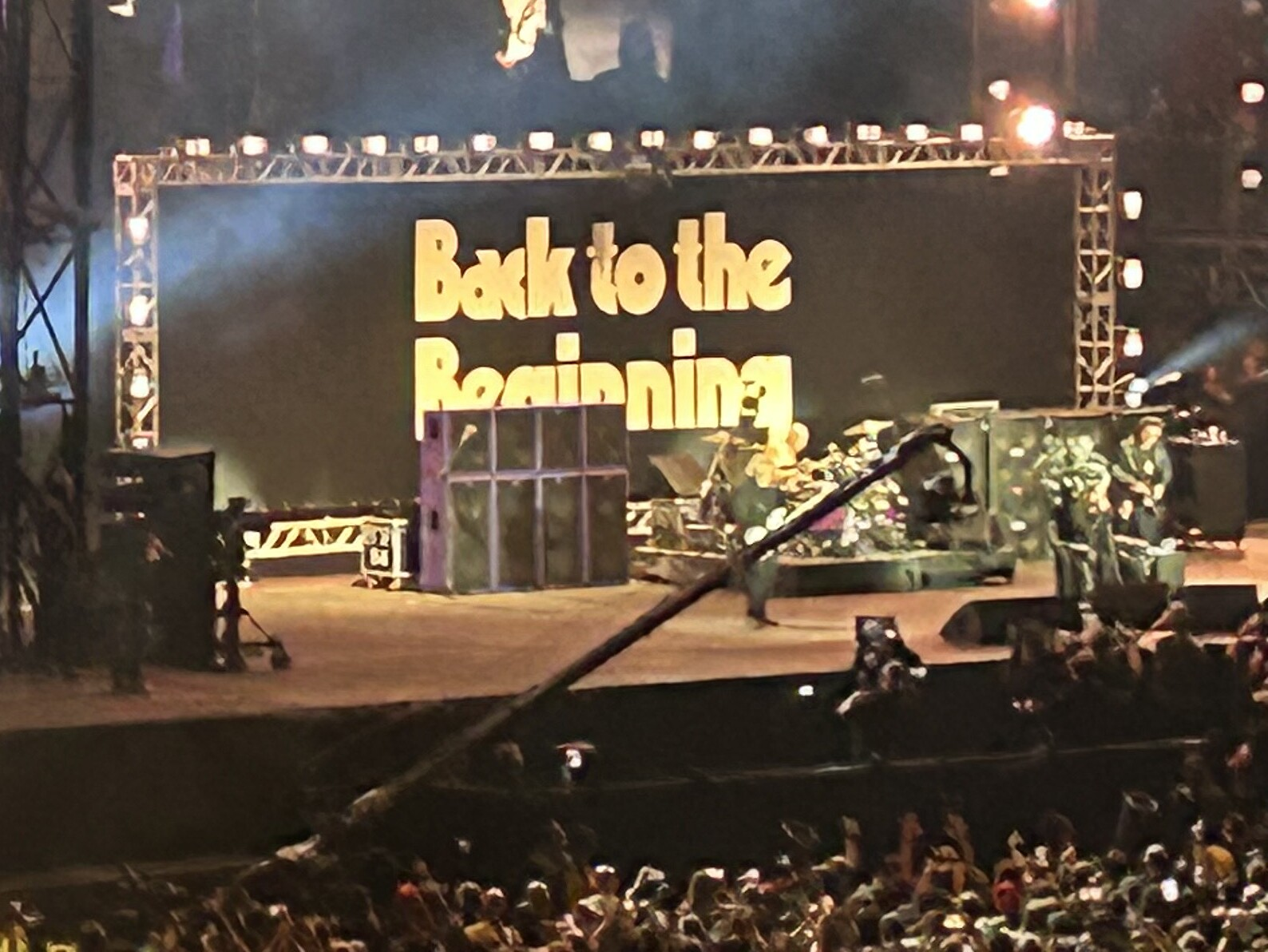
Su último concierto en Villa Park, Birmingham, Inglaterra, 2025.

Ozzy se reuniría con Black Sabbath en varias ocasiones después de su expulsión en 1979, reuniéndose ocasionalmente para algunos conciertos, aunque también para grabar material y reunirse definitivamente. Primero se reuniría con ellos en el festival Live Aid de 1985, donde interpretaría solo algunas de las canciones más exitosas de la banda, para después reunirse con ellos durante los últimos conciertos de su gira de despedida. Finalmente, se reintegraría oficialmente a la banda junto a los demás componentes originales en 1997, para participar en conciertos y algunas giras mundiales y también grabar junto a ellos los sencillos Psycho Man y Selling My Soul, que serían incluidos en su disco en directo de la reunión. La banda se mantendría unida con su formación original varios años y tocarían en algunos festivales de Ozzfest. Después, Tony Iommi volvería a dar prioridad a Black Sabbath para reunir a la formación del disco Mob Rules con Ronnie James Dio en la voces y Vinny Appice en la batería, algo que generaría una confrontación legal con Osbourne para impedir que la banda girara como Black Sabbath. Finalmente, la banda entraría en inactividad, debido a la confrontación legal entre Iommi y Osbourne, donde se declaraba que los derechos del nombre de Black Sabbath pertenecían a los dos en partes casi igualitarias, lo que hizo que Iommi y Dio giraran con el nombre de “Heaven & Hell”, dejando a Black Sabbath en estado de inactividad hasta que decidieran reunirse con Osbourne. Posterior a la separación de Heaven & Hell en 2010 por la muerte de su vocalista, Dio, Iommi daría declaraciones de una posible reunión de Black Sabbath con su alineación original.
Finalmente, el 11 de noviembre de 2011 fue anunciada durante una conferencia en el club Whisky a Go Go en Hollywood la reunión de la alineación original de Black Sabbath, consistente en Ozzy Osbourne, Tony Iommi, Geezer Butler y Bill Ward para la realización de una gira mundial y la grabación de un nuevo álbum de estudio que sería producido por Rick Rubin. Bill Ward abandonó el proyecto por cuestiones contractuales, siendo reemplazado por Brad Wilk de Rage Against the Machine en la grabación del disco como un músico de sesión. El 21 de mayo de 2012, Black Sabbath dio un concierto en Birmingham, su primera presentación desde que se gestó la reunión. El álbum, titulado 13, fue publicado el 11 de junio de 2013 y logró encabezar las listas UK Albums Chart y Billboard 200. Luego del lanzamiento del álbum, la banda se embarcó en una gira mundial de despedida y retiro llamada "The End".
En 2020, reveló que padecía enfisema producto de tabaquismo, y párkinson, que le impedía caminar. Entre persistentes problemas de salud, dio el último concierto con Black Sabbath el 5 de julio de 2025 en Birmingham. El 22 de julio del mismo año, falleció a la edad de 76 años.

### Otras producciones
En el año 2002 la cadena MTV inició la transmisión del programa de telerrealidad The Osbournes, basado en la vida cotidiana de Ozzy y su familia (su esposa Sharon, sus hijos Jack y Kelly y alguna aparición ocasional de su hijo Louis, aunque su hija Aimee se negó a participar). Se estrenó el 5 de marzo de 2002 y se emitió hasta el 21 de marzo de 2005.

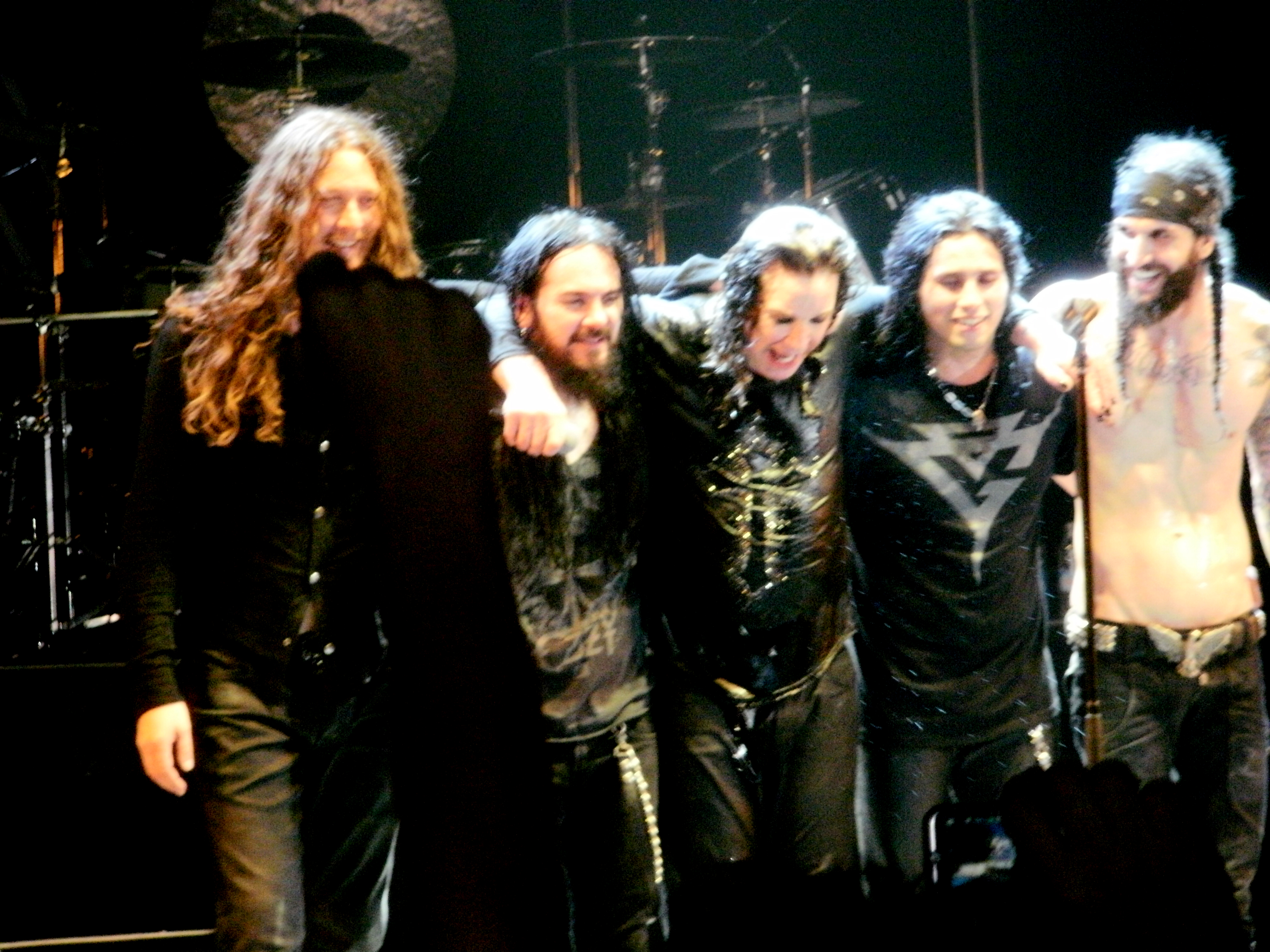
Osbourne (centro) y su banda en el 2011.

El éxito de The Osbournes llevó a Ozzy y al resto de su familia a presentar la edición n.º 30 de los American Music Awards en enero de 2003. La noche estuvo marcada por la constante censura a las declaraciones subidas de tono hechas por Ozzy y Sharon Osbourne. La presentadora Patricia Heaton abandonó el escenario a mitad de la presentación como señal de disgusto. El 20 de febrero de 2008, Ozzy, Sharon, Kelly y Jack Osbourne presentaron los Premios Brit en el Centro de Exhibiciones Earls Court.
El 25 de enero de 2010 salió al mercado el libro autobiográfico I Am Ozzy, escrito por Osbourne con la colaboración del periodista Chris Ayres. En el texto se relatan todas las incidencias de la dura infancia de Ozzy, así como sus experiencias en Black Sabbath y en su carrera como solista. Un documental sobre la vida y obra de Ozzy Osbourne, titulado God Bless Ozzy Osbourne, se estrenó en abril de 2011 en el Festival de cine de Tribeca y fue lanzado en formato DVD en noviembre del mismo año. El documental fue producido por Jack Osbourne.
El 15 de mayo de 2013 Osbourne, junto a los miembros de Black Sabbath en ese momento, aparecieron en un episodio de la serie CSI: Crime Scene Investigation titulado "Skin in the Game". El 24 de julio de 2016 se estrenó el programa de televisión Ozzy & Jack's World Detour en el canal History. Durante cada episodio, Ozzy y su hijo Jack visitan distintas partes del mundo para aprender sobre su historia y sus costumbres.
En agosto de 2020 fue estrenada a través de Travel Channel una nueva producción para televisión titulada The Osbournes Want To Believe, en la que Ozzy Osbourne, acompañado de su esposa y su hijo Jack, analizan una serie de eventos paranormales. La serie, que consta de ocho capítulos en su primera temporada, fue grabada en su mayoría durante la cuarentena ocasionada por la pandemia de COVID-19.

## Vida personal

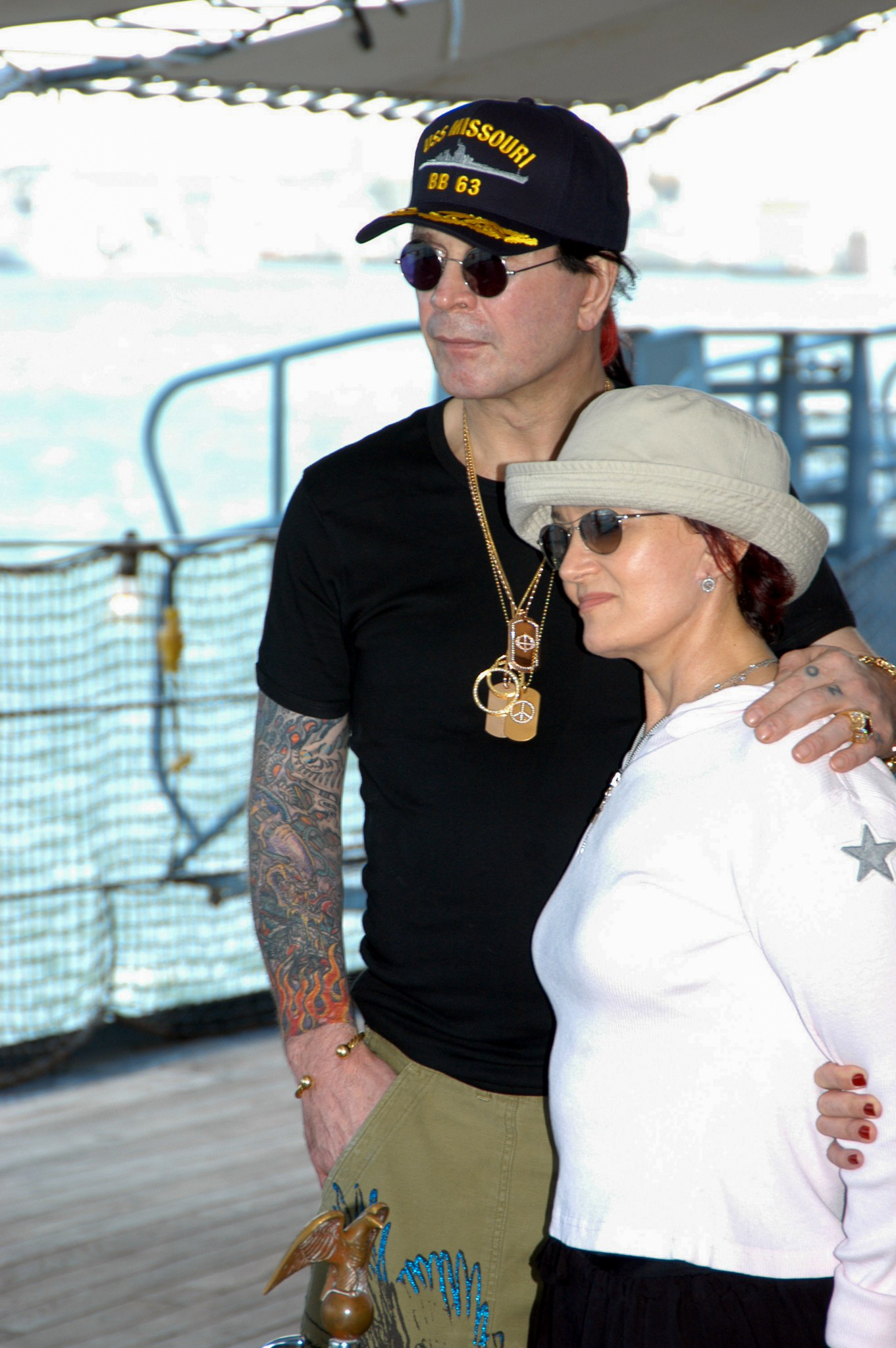
Ozzy Osbourne y su esposa Sharon, en 2004.

En 1971, Osbourne conoció a su primera esposa; Thelma Riley, en el Rum Runner; el club nocturno de Birmingham donde ella trabajaba. Se casaron más tarde ese mismo año y pronto nacieron sus hijos, Jessica y Louis. Osbourne, también adoptó a Elliot; el hijo de cinco años de Riley, de una relación anterior. Osbourne, más tarde se refirió a su primer matrimonio como "un terrible error". Su consumo de alcohol y otras drogas, sumado a sus frecuentes ausencias durante las giras con Black Sabbath, afectó gravemente su vida familiar; sus hijos posteriormente se quejaron de que no era un buen padre. En el documental de 2011 "God Bless Ozzy Osbourne", producido por su hijo Jack, Osbourne admitió que ni siquiera recordaba cuándo nacieron Louis y Jessica.  Osbourne se casó con Sharon Arden el 4 de julio de 1982 y tuvo tres hijos con ella, Aimee (2 de septiembre de 1983), Kelly (27 de octubre de 1984) y Jack (8 de noviembre de 1985). También acogieron en su hogar a su amigo Robert Marcato después de que su madre falleciera, pero nunca lo adoptaron legalmente. Al momento de su muerte, Osbourne tenía diez nietos.
El músico escribió una canción dedicada a su hija Aimee, la cual aparece como lado B del álbum Ozzmosis. Dividía su tiempo entre su mansión en Buckinghamshire y su casa en Malibú, California.
El diario The New York Times reportó en 1992 que Osbourne era miembro de la Iglesia de Inglaterra y que realizaba una oración antes de salir a cada concierto. En 2002, Osbourne y Sharon fueron invitados a una cena en la Casa Blanca. El entonces presidente de los Estados Unidos, George Bush, notó la presencia de Ozzy en la ceremonia y se refirió a él comentando en tono jocoso: "La cuestión sobre Ozzy es que ha grabado excelentes canciones – "Party with the Animals" ("Fiesta con animales"), "Sabbath Bloody Sabbath" ("Sábado sangriento"), "Facing Hell" ("Frente al infierno"), "Black Skies" ("Cielo oscuro") y "Bloodbath in Paradise" ("Baño de sangre en el paraíso"). Ozzy, mi madre adora tu música."
Al momento de su muerte, Ozzy y Sharon eran una de las parejas más ricas del Reino Unido, de acuerdo con el periódico Sunday Times, con un promedio de 100 millones de libras esterlinas obtenidas de la grabación de discos, las giras y los programas de televisión. Osbourne tenía alrededor de 15 tatuajes en su cuerpo, siendo el más famoso de ellos el que tenía en los nudillos de su mano izquierda con las letras O-Z-Z-Y. Fue su primer tatuaje y lo dibujó él mismo cuando aún era un adolescente con una aguja de coser y una mina de lápiz disuelta en agua.

### Problemas de salud
Ozzy sufrió algunas quemaduras leves en un pequeño incendio en su vivienda de Beverly Hills en 2013. En su cumpleaños 65, el 3 de diciembre de 2013, le pidió a sus fanes que celebraran su fecha especial haciendo donaciones a la fundación Royal Marsden contra el cáncer en Londres.
El 6 de febrero de 2019, Osbourne fue hospitalizado en un lugar no revelado por consejo de su médico debido a complicaciones de gripe, posponiendo la etapa europea de su gira No More Tours II. El problema fue descrito como una "infección respiratoria superior grave" tras un brote de gripe que su médico temía que pudiera convertirse en neumonía, dado el gasto físico de las actuaciones en directo y un extenso programa de viajes por toda Europa en duras condiciones invernales. La neumonía se centra en las vías respiratorias y suele ser mortal en pacientes de edad avanzada, por lo que es necesario tomar medidas preventivas. El 12 de febrero, Osbourne fue trasladado a una unidad de cuidados intensivos. Live Nation Entertainment, promotores de la gira, anunciaron en una declaración pública que esperaban que Osbourne estuviera "en forma y saludable" y que pudiera brindar las fechas de la gira en Australia y Nueva Zelanda en marzo.
La gira definitivamente fue cancelada después de que el músico sufriera lesiones graves por una caída en su casa de Los Ángeles mientras se recuperaba de la neumonía. Fue diagnosticado con Parkinson en febrero de 2019, noticia que el propio Osbourne reveló en enero de 2020.
En el 2020, Osbourne también reveló que padecía enfisema, una enfermedad pulmonar causada por el tabaquismo.

### Adicciones
Osbourne sufrió adicciones a las drogas y al alcohol la mayor parte de su vida adulta. Tony Iommi, compañero de Ozzy en Black Sabbath, aseguró que, aunque todos los miembros de la banda eran adictos, el estilo de vida de Osbourne era el menos saludable de todos. El teclista Don Airey admitió que las adicciones del cantante fueron lo que lo impulsaron a abandonar la banda de Ozzy, quien según el teclista Rudy Sarzo en sus memorias Off the Rails, sufría cambios extremos de humor y ataques de agresividad cuando estaba borracho o drogado, además de que el consumo afectaba a la calidad de su voz, incluso teniendo que suspender conciertos por ello durante la gira estadounidense Diary of a Madman de 1981-82.
Osbourne ha comentado que su primera experiencia con la cocaína fue a comienzos de 1971 en un hotel en Denver, Colorado, tras una presentación de Black Sabbath junto a la banda Mountain. Asegura que Leslie West, guitarrista y cantante de Mountain, lo indujo al consumo de dicha droga. A pesar de que logró mantenerse limpio de sustancias durante algunos periodos desde finales de la década de 2000, Osbourne se ha referido con frecuencia a su peligroso estilo de vida y expresó su desconcierto por haber logrado sobrevivir a cuarenta años abusando del tabaco, los fármacos, las drogas y el alcohol. El guitarrista Zakk Wylde ha atribuido la longevidad de Osbourne, a pesar de décadas de fuerte abuso de sustancias, a "una fortaleza muy especial, más grande que la de King Kong y Godzilla juntos... en serio, ¡Es duro como una roca, tío!". Tras ser expulsado de Black Sabbath en 1979, Osbourne pasó los siguientes tres meses encerrado en una habitación de hotel consumiendo gran cantidad de alcohol y drogas. Ha asegurado que de no haber sido por la intervención de Sharon Arden, probablemente habría muerto en esa época.
Osbourne declaró en su autobiografía que en 1981 fue invitado a una reunión con el director en las instalaciones de la CBS en Alemania. Ebrio, decidió animar el ambiente haciendo un estriptis sobre la mesa y luego besando en la boca a uno de los ejecutivos de la compañía. Sharon luego le comentó que durante la reunión también había ejecutado una marcha nazi sobre la mesa para luego orinar en el vino del ejecutivo, aunque estaba demasiado borracho para recordarlo.
En 1982, mientras usaba un vestido de Sharon para una sesión fotográfica, Osbourne orinó en un cenotafio erigido en honor de los fallecidos en la Batalla de El Álamo en Texas. Un oficial de la policía lo arrestó y se le prohibió durante una década el acceso a la ciudad de San Antonio. En mayo de 1984, Osbourne fue arrestado en Memphis, Tennessee, nuevamente por escándalo y embriaguez pública. El bajista Nikki Sixx de la banda angelina Mötley Crüe asegura en el libro The Dirt: Confessions of the World's Most Notorious Rock Band que en una gira de su banda con Ozzy Osbourne en 1984, el cantante aspiró una línea de hormigas con un esnifador para cocaína y luego orinó en el suelo y bebió su propia orina.
Osbourne experimentó temblores durante algunos años y los relacionó con su abuso de las drogas. En mayo de 2005 descubrió que se trataba de síndrome de Parkin, una condición genética con síntomas similares a la enfermedad de Parkinson. Le fue recetada medicación diaria para controlar los temblores involuntarios causados por esta condición. También mostró síntomas de pérdida auditiva, evidentes en el programa de televisión The Osbournes, donde frecuentemente debía pedirle a los miembros de su familia que le repitieran lo que le decían.

### Fallecimiento y funeral
Falleció el 22 de julio de 2025 a los 76 años de un infarto en su residencia en Birmingham rodeado de su familia, tras casi 16 años de lucha contra la enfermedad de Parkinson y a menos de tres semanas de su concierto de despedida Back to the Beginning realizado en el estadio Villa Park el 5 de julio de 2025.
El 30 de julio, su cortejo fúnebre salió de Villa Park, pasando por delante de la casa de la infancia de Osbourne, el puente y el mural dedicados a Black Sabbath en la ciudad y el pub The Crown donde actuaron por primera vez. Decenas de miles de personas lo observaron a lo largo de su ruta, mientras el evento era transmitido en directo vía streaming. Al día siguiente se celebró un funeral familiar privado, al que asistieron solo la familia y un selecto grupo de estrellas del rock, incluidos Marilyn Manson, Rob Zombie, Zakk Wylde, James Hetfield y sus compañeros de Black Sabbath, donde, de acuerdo a sus deseos, Osbourne fue enterrado cerca del lago en los terrenos de Welders House, la casa de la familia Osbourne en Buckinghamshire.

## Controversias

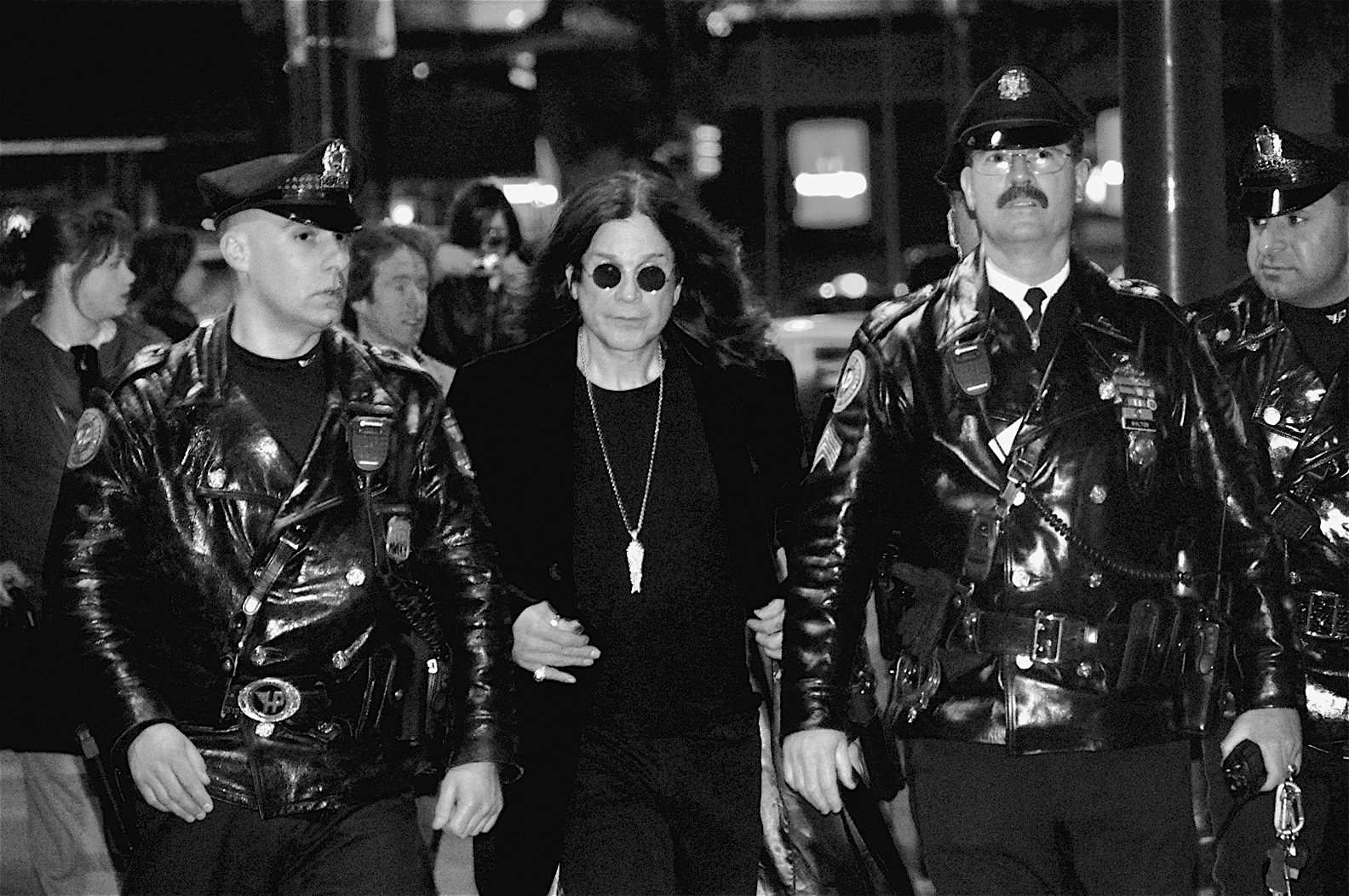
Osbourne, escoltado por policías de Filadelfia, luego de firmar algunas copias de su libro I Am Ozzy el 27 de enero de 2010.

A lo largo de su carrera, grupos de derecha cristiana han acusado a Osbourne de ser un ejemplo negativo para los jóvenes, tildándolo en muchos casos de satanista. El sencillo "Mr. Crowley" de su primer álbum generó polémica por su contenido lírico, dirigido al ocultista Aleister Crowley, acusado en varias ocasiones de practicar el satanismo. En 1981, en la imagen de portada del álbum Diary of a Madman se incluyó una cruz invertida en la pared, suceso que avivó la polémica sobre el supuesto satanismo de Osbourne.
En marzo de 1981, a petición de Sharon, ambos asistieron con un par de palomas como símbolo de paz a una reunión con ejecutivos de la CBS. Las aves debían ser liberadas al terminar la reunión, pero Ozzy, que acudió fuertemente borracho, terminó arrancándole la cabeza a una de ellas de un mordisco. Posteriormente repitió el suceso en un concierto cuando trató de imitar el hecho con figuras plásticas de murciélagos, pero un desconocido había arrojado un murciélago vivo al escenario y el animal se defendió y le mordió la cara, por lo que fue obligatorio suspender la presentación y llevar a Osbourne a urgencias para ser vacunado contra la rabia. En el año 2000 participó en la película Little Nicky de Adam Sandler, haciendo una parodia de su legendario incidente con el murciélago.
En 1984, un joven de Canadá llamado John McCollum de 19 años se suicidó con un arma de fuego. Al recoger el cuerpo, tenía unos auriculares puestos con un casete de Ozzy Osbourne, en los que se estaba reproduciendo la canción "Suicide Solution", de su primer álbum solista, Blizzard of Ozz. El padre de este joven demandó a Ozzy Osbourne por inducir a sus fanáticos al suicidio. Pero Osbourne, llevando a cabo su propia defensa ante los tribunales, argumentó que la canción estaba dedicada al fallecido cantante de AC/DC Bon Scott, muerto por broncoaspiración a causa de una borrachera. La Corte Suprema de los Estados Unidos dio la absolución al no haber pruebas consistentes, diciendo que solo se trataba de la letra de una canción.
En 1989 y en estado de ebriedad, intentó estrangular a su esposa, Sharon. La policía lo arrestó y tuvo cargos de intento de homicidio. El juez dictó que tendría que pasar tres meses alejado de su familia e internarse en un centro de rehabilitación si quería volver a verlos. Sharon le pidió el divorcio tras el incidente, pero meses después la pareja se reconcilió.
En juicios llevados a cabo entre 2000 y 2002, los músicos Bob Daisley, Lee Kerslake y Phil Soussan denunciaron a Osbourne por incumplimiento en las regalías de los álbumes en los que participaron. Para resolver futuros pleitos, las contribuciones originales de Daisley y Kerslake fueron reemplazadas por grabaciones hechas por Robert Trujillo en el bajo y Mike Bordin en la batería, lo que obligó a un relanzamiento de estas producciones con las nuevas pistas de bajo y batería.
En julio de 2010, Osbourne y Tony Iommi decidieron poner fin a la batalla legal sobre el uso de la marca Black Sabbath. En el sitio Blabbermouth se reportó que "ambas partes están satisfechas por dejar atrás este inconveniente y desean aclarar que el pleito nunca se dio por motivos personales, simplemente fueron cuestiones de negocios."

## Legado e influencia
A lo largo de los años, Osbourne ha ayudado a impulsar las carreras de bandas que aún se abrían camino en la industria de la música. En 1984, la banda que lo acompañó en la gira de Bark at the Moon fue Mötley Crüe, los cuales se encontraban promocionando su segundo disco de estudio, Shout at the Devil. Algunas otras bandas que han acompañado a Ozzy en sus giras son Metallica, Megadeth, Motörhead, Pantera, Rob Zombie, Alice in Chains, Anthrax, Def Leppard, Korn, Slipknot, Linkin Park, Black Label Society, Coal Chamber, System of a Down, Marilyn Manson, entre otras.
Con la creación del festival Ozzfest, Osbourne le ha dado la oportunidad a nuevas bandas de lograr mayor reconocimiento, al igual que con su competencia "Battle for Ozzfest", que ofrecía un contrato discográfico y la participación en el festival a la agrupación que resultara ganadora del concurso.
En el cuarto disco de la caja recopilatoria Prince of Darkness fueron incluidas diez versiones de otras bandas y artistas que han sido una gran influencia para Ozzy Osbourne, como King Crimson, Mountain, Mott the Hoople, Buffalo Springfield, The Rolling Stones, John Lennon y Eric Burdon. En numerosas ocasiones ha asegurado que la agrupación británica The Beatles fue su principal inspiración e impulso para convertirse en músico. Tras el fallecimiento a finales de 2015 del músico Lemmy Kilmister, fundador de la agrupación Motörhead, Osbourne dio una entrevista a Rolling Stone donde comentó: "Lemmy era mi héroe, era un tipo fantástico, un buen amigo. No escribía buenas canciones, escribía canciones maravillosas".
En el año 2000 fue lanzado el álbum tributo Bat Head Soup: A Tribute to Ozzy, producido por Bob Kulick y
Bruce Bouillet, con la participación de músicos como Yngwie Malmsteen, Tim "Ripper" Owens, Lemmy Kilmister, Dee Snider, Doug Aldrich, Jeff Scott Soto, Paul Gilbert, Vince Neil y Jeff Pilson. El 21 de febrero de 2006 fue publicado otro tributo llamado Flying High Again - The World's Greatest Tribute to Ozzy Osbourne, con versiones grabadas por artistas como George Lynch, Lita Ford, Richie Kotzen, Jason Bonham, Eric Singer, Joe Lynn Turner y Alex Skolnick. La serie de álbumes tributo llamada Nativity in Black rinde homenaje a Black Sabbath, haciendo énfasis en el periodo en el que Ozzy Osbourne era el cantante de la agrupación. En la grabación de los mismos participaron músicos y bandas como White Zombie, Megadeth, Pantera, Corrosion of Conformity, Al Jourgensen, Faith No More, Bruce Dickinson, Rob Halford y Type O Negative.

## Premios y reconocimientos

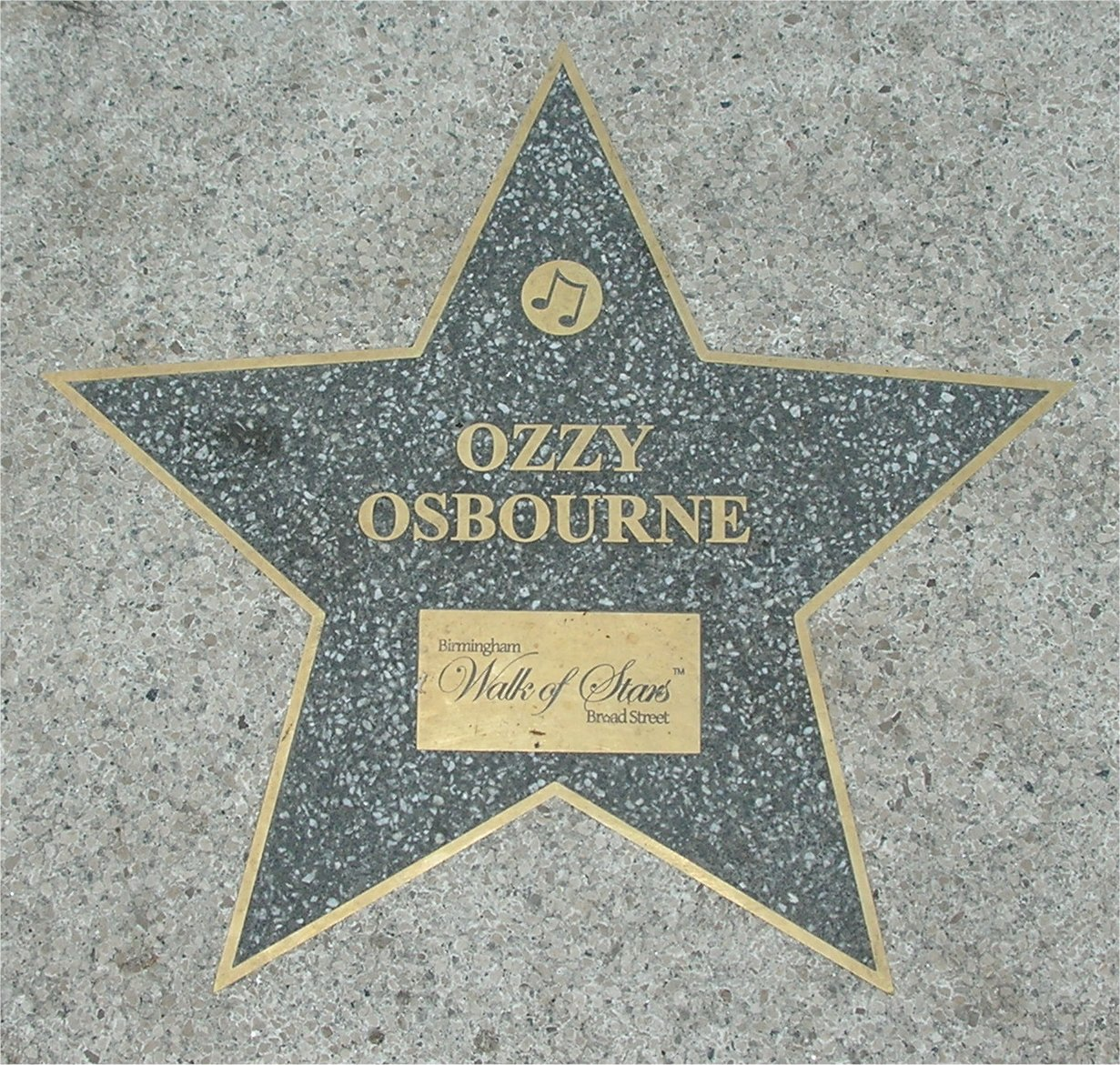
Camino de las estrellas en Birmingham.

Osbourne ha recibido varios premios por su aporte a la industria de la música. En 1994 obtuvo un Premio Grammy por la canción "I Don't Want to Change the World" del álbum Live & Loud en la categoría Mejor interpretación de metal. En 2002, debido fundamentalmente al éxito alcanzado con su serie televisiva The Osbournes, Ozzy logró su estrella en el paseo de la fama de Los Ángeles, situada en el 6780 de Hollywood Boulevard. En la ceremonia de entrega, presentada por el cantante Marilyn Manson, Osbourne declaró: "Decir que esto es un honor no es suficiente. Estoy abrumado, con todos vosotros saliendo de casa temprano por la mañana para ver mi viejo culo." En 2005 fue presentado en el Salón de la Fama del Reino Unido como solista y como músico de Black Sabbath. Además, en 2006 ganó su ingreso al Salón de la Fama del Rock 'n Roll como miembro de Black Sabbath. En 2007 Osbourne fue homenajeado en la segunda edición de la ceremonia VH1 Rock Honors, junto a las agrupaciones Genesis, Heart y ZZ Top. Adicionalmente, ese año obtuvo una estrella de bronce en el Camino de las Estrellas de Birmingham, Inglaterra. Al asistir a este homenaje, comentó: "Me siento realmente honrado, toda mi familia está aquí y quiero agradecerles a todos por esta recepción. Estoy absolutamente sorprendido". En 2008 le fue otorgado el premio «Leyenda Viviente» en la ceremonia del Classic Rock Roll of Honor. El galardón había sido entregado a músicos como Alice Cooper, Lemmy y Jimmy Page. El guitarrista Slash se encargó de entregar el premio. En 2010 Osbourne ganó el premio «Logro Literario» por su libro de memorias I Am Ozzy, en la ceremonia de los Guys Choice Awards en el estudio de Sony Pictures en Culver City, California. El premio fue entregado por el reconocido actor Ben Kingsley. El libro debutó en la posición n.º 2 en la lista de best-sellers del periódico New York Times. Osbourne también fue uno de los jurados en las ediciones 6, 10 y 11 de los premios Independent Music Awards que se realizan con el fin de apoyar la carrera de los artistas independientes.

### Premios y nominaciones

#### Grammy
| Año  | Trabajo nominado                                | Categoría                         | Resultado |
| ---- | ----------------------------------------------- | --------------------------------- | --------- |
| 1994 | «I Don't Want to Change the World»              | Mejor interpretación de metal     | Ganador   |
| 2000 | «Iron Man» (con Black Sabbath)                  | Mejor interpretación de metal     | Ganador   |
| 2002 | «The Wizard» (con Black Sabbath)                | Mejor interpretación de metal     | Nominado  |
| 2008 | «I Don't Wanna Stop»                            | Mejor interpretación de hard rock | Nominado  |
| 2011 | «Let Me Hear You Scream»                        | Mejor interpretación de hard rock | Nominado  |
| 2014 | «God Is Dead?» (con Geezer Butler y Toni Iommi) | Mejor interpretación de metal     | Ganador   |
| 2014 | «God Is Dead?» (con Geezer Butler y Toni Iommi) | Mejor canción rock                | Nominado  |
| 2014 | «13» (con Black Sabbath)                        | Mejor álbum rock                  | Nominado  |
| 2023 | «Patient Number 9»                              | Mejor álbum rock                  | Ganador   |

#### MTV Europe Music Awards
| Año  | Trabajo nominado | Categoría                              | Resultado |
| ---- | ---------------- | -------------------------------------- | --------- |
| 2010 | Ozzy Osbourne    | Mejor artista rock                     | Nominado  |
| 2011 | Ozzy Osbourne    | Mejor actuación "World Stage"          | Nominado  |
| 2013 | Black Sabbath    | Mejor artista rock (con Black Sabbath) | Nominado  |
| 2014 | Ozzy Osbourne    | Icono Global                           | Ganador   |

## Miembros

### Actuales
- Ozzy Osbourne – voz (1979–2025)
- Rob "Blasko" Nicholson – bajo (2003, 2006–2025)
- Adam Wakeman – teclados, guitarra rítmica (2004–2025)
- Zakk Wylde – guitarra líder (1987-2009, 2017-2025)
- Tommy Clufetos – batería, percusión (2010–2025)

### Anteriores
Guitarra
- Randy Rhoads  (1980-1982)
- Bernie Tormé  (1982)
- Brad Gillis  (1982)
- Jake E. Lee  (1983-1987)
- Joe Holmes  (1995-2000)
- Jerry Cantrell  (2005)
- Gus G  (2009-2017)

Bajo
- Bob Daisley  (1980-1981/1982-1989)
- Rudy Sarzo  (1981-1982)
- Pete Way  (1982)
- Don Costa  (1983)
- Phil Soussan  (1986-1988)
- Geezer Butler  (1988-1989/1994-1995)
- Mike Inez  (1990-1993)
- Robert Trujillo  (1994-2003)
- Jason Newsted  (2003-2005)

Batería
- Lee Kerslake  (1980)
- Tommy Aldridge  (1981-1985)
- Carmine Appice  (1983-1984)
- Randy Castillo  (1985-1993)
- Deen Castronovo  (1994-1995)
- Mike Bordin  (1996-2009)

Teclados
- Don Airey  (1979-1985)
- Lindsey Bridgewater  (1980-1983)
- Mike Moran  (1985)
- John Sinclair  (1986-1991, 1995-2003)
- Kevin Jones  (1991-1992)
- Rick Wakeman  (1995)

## Discografía

### Álbumes de estudio

#### Con Black Sabbath
| Fecha de lanzamiento     | Título                 | Discográfica                     |
| 13 de febrero de 1970    | Black Sabbath          | Vertigo, Warner Bros.            |
| 18 de septiembre de 1970 | Paranoid               | Vertigo, Warner Bros.            |
| 21 de julio de 1971      | Master of Reality      | Vertigo, Warner Bros.            |
| 25 de septiembre de 1972 | Black Sabbath, Vol. 4  | Vertigo, Warner Bros.            |
| 1 de diciembre de 1973   | Sabbath Bloody Sabbath | World Wide Artists, Warner Bros. |
| 28 de julio de 1975      | Sabotage               | Nems, Warner Bros.               |
| 25 de septiembre de 1976 | Technical Ecstasy      | Vertigo, Warner Bros.            |
| 28 de septiembre de 1978 | Never Say Die!         | Nems, Warner Bros.               |
| 11 de junio de 2013      | 13                     | Vertigo, Warner Bros.            |

#### Como solista
| Fecha de lanzamiento     | Álbum                  | Listas                    | Listas                  | RIAA                | Discográfica |
| Fecha de lanzamiento     | Álbum                  | Bandera de Estados Unidos | Bandera del Reino Unido | RIAA                | Discográfica |
| ------------------------ | ---------------------- | ------------------------- | ----------------------- | ------------------- | ------------ |
| 20 de septiembre de 1980 | Blizzard of Ozz        | 11                        | 7                       | 4xPlatino (EE. UU.) | Jet Records  |
| 7 de noviembre de 1981   | Diary of a Madman      | 6                         | 14                      | 3xPlatino (EE. UU.) | Jet Records  |
| 10 de diciembre de 1983  | Bark at the Moon       | 19                        | 24                      | 3xPlatino (EE. UU.) | Epic Records |
| 22 de febrero de 1986    | The Ultimate Sin       | 6                         | 8                       | 2xPlatino (EE. UU.) | Epic Records |
| 22 de octubre de 1988    | No Rest for the Wicked | 13                        | 23                      | 2xPlatino (EE. UU.) | Epic Records |
| 17 de septiembre de 1991 | No More Tears          | 7                         | 17                      | 4xPlatino (EE. UU.) | Epic Records |
| 23 de octubre de 1995    | Ozzmosis               | 4                         | 22                      | 2xPlatino (EE. UU.) | Epic Records |
| 16 de octubre de 2001    | Down to Earth          | 4                         | 19                      | Platino (EE. UU.)   | Epic Records |
| 1 de noviembre de 2005   | Under Cover            | 134                       | 67                      |                     | Epic Records |
| 22 de mayo de 2007       | Black Rain             | 3                         | 8                       | Oro (EE. UU.)       | Epic Records |
| 22 de junio de 2010      | Scream                 | 4                         | 12                      | Oro (EE. UU.)       | Epic Records |
| 21 de febrero de 2020    | Ordinary Man           |                           |                         |                     | Epic Records |
| 9 de septiembre de 2022  | Patient Number 9       |                           |                         |                     | Epic Records |

### Colaboraciones
• Take What You Want de Post Malone (y con Travis Scott) del álbum Hollywood's Bleeding
• Close My Eyes Forever de Lita Ford del álbum Lita
• This Means War!! de Busta Rhymes del álbum Extinction Level Event: The Final World Front
• Iron Head de Rob Zombie del álbum The Sinister Urge

## Giras
| - Blizzard of Ozz Tour (1980-1981) - Diary of a Madman Tour (1981-1982) - Speak of the Devil Tour (1982-1983) - Bark at the Moon Tour (1983-1985) - The Ultimate Sin Tour (1986) - No Rest for the Wicked Tour (1988-1989) - Theatre of Madness Tour (1991-1992) | - No More Tours Tour (1992) - Retirement Sucks Tour (1995-1996) - The Ozzman Cometh Tour (1998) - Down to Earth Tour (2001-2002) - Scream World Tour (2010-2011) - Ozzy and Friends Tour (2012) - No More Tours II (2018-2023) |

## Filmografía
- Trick or Treat (1986) - Reverendo Aaron Gilstrom
- The Jerky Boys: The Movie (1995) - Mánager de la banda
- South Park (1998) - Voz
- Little Nicky (2000) - Él mismo
- Moulin Rouge! (2001) - Voz
- Austin Powers in Goldmember (2002) - Él mismo
- Dame Edna Live at the Palace (2003)
- Robbie the Reindeer in Close Encounters of the Herd Kind (2007) - Voz
- Brütal Legend (2009) (Videojuego) - The Guardian of Metal, Dadbat (Voz)
- Gnomeo & Juliet (2011) -Voz
- Fish Hooks (2011) - Voz
- Howard Stern on Demand (2013) - Él mismo
- Bubble Guppies (2015) - Voz
- Cazafantasmas (2016) - Estrella de rock
- The 7D (2016) - Voz
- Trolls World Tour (2020) - Voz
- One of Those Days (2022) - Voz